# Patrick Konrad
Patrick Konrad (* 13. Oktober 1991 in Mödling) ist ein österreichischer Radrennfahrer.

## Sportlicher Werdegang
Patrick Konrad wurde 2012 österreichischer Meister in der Einerverfolgung und konnte diesen Erfolg im Jahr 2014 wiederholen.
Er beendete die Tour de l’Avenir 2013 als Gesamtdritter und gewann 2014 die Oberösterreich-Rundfahrt. Im selben Jahr belegte er Rang vier in der Gesamtwertung der Österreich-Rundfahrt.
Zur Saison 2015 wechselte er zum Professional Continental Team und späteren UCI WorldTeam Bora-Argon 18. Für diese Mannschaft belegte er in der Gesamtwertungen der Dänemark-Rundfahrt 2015 des Giro del Trentino 2016 jeweils Platz fünf und bei der Baskenland-Rundfahrt 2017 Platz sieben und damit seine erste vordere Platzierung in einem UCI-WorldTour-Rennen. Außerdem bestritt er mit der Tour de France 2016 seine erste Grand Tour und beendete das Rennen auf dem 65. Gesamtrang.
Im Frühjahr 2017 belegte Konrad bei Paris-Nizza den 7. Gesamtrang. Nachdem Konrad beim Giro d’Italia 2017 Gesamtsechzehnter wurde, erreichte er 2018 beim selben Rennen als Siebter seine erste Grand-Tour-Platzierung unter den ersten Zehn. Bei der anschließenden Polen-Rundfahrt gewann er durch einen Fluchtversuch auf der letzten Etappe die Bergwertung.
Er wurde Dritter der Tour de Suisse 2019 und eine Woche später erstmals österreichischer Meister im Straßenrennen. Er wurde Fünfter des Grand Prix Cycliste de Quebec, Sechster der Clásica San Sebastián und Siebter der Flèche Wallonne.
Beim aufgrund der COVID-19-Pandemie in den Oktober verlegten Giro d’Italia 2020 wurde er Achter.
2021 gewann Konrad seinen zweiten österreichischen Straßentitel. Bei der anschließenden Tour de France gelang ihm ein Solosieg auf der bergigen 16. Etappe und damit sein bis dahin bedeutendster Karriereerfolg.
Im August 2023 wurde bekannt gegeben, dass Konrad zum Saisonende zu Lidl-Trek wechseln wird.

## Familie
Konrads Vater ist der ehemalige Leichtathlet Wolfgang Konrad.

## Erfolge
2012
- Österreichischer Meister – Einerverfolgung

2014
- eine Etappe Le Triptyque des Monts et Châteaux
- Gesamtwertung Oberösterreich-Rundfahrt
- Österreichischer Meister – Einerverfolgung

2015
- Mannschaftszeitfahren Giro del Trentino

2017
- Sprintwertung Abu Dhabi Tour

2018
- Bergwertung Polen-Rundfahrt

2019
- Österreichischer Meister – Straßenrennen

2021
- Österreichischer Meister – Straßenrennen
- eine Etappe Tour de France

## Grand-Tour-Platzierungen
| Grand Tour            | 2016 | 2017 | 2018 | 2019 | 2020 | 2021 | 2022 | 2023 | 2024 | 2025 |
| --------------------- | ---- | ---- | ---- | ---- | ---- | ---- | ---- | ---- | ---- | ---- |
| Giro d’ItaliaGiro     | –    | 16   | 7    | –    | 8    | –    | –    | 20   | –    | 73   |
| Tour de FranceTour    | 65   | –    | –    | 35   | –    | 27   | 15   | 82   | –    |      |
| Vuelta a EspañaVuelta | –    | 96   | –    | –    | –    | –    | –    | –    | DNF  |      |

## Auszeichnungen
- 2019 und 2021: Radsportler des Jahres des Österreichischen Radsport-Verbandes[4][5]